# Irisbus Civis
De Irisbus Civis is een low floor geleide bus. Er bestaat een uitvoering als trolleybus, en een dieselelektrische variant.
Deze bus was de opvolger van de Renault ER 100. Hij werd geproduceerd door de Franse busfabrikant Irisbus, in samenwerking met Matra Transport International (Siemens Mobility). De productie, in de Franse stad Rothois, begon in 2002 en werd gestaakt in 2010.
De Civis deelt de meeste eigenschappen met de Irisbus Cristalis. De Civis is echter een geleide bus en de Cristalis niet. De geleiding vindt plaats door middel van een camera die twee onderbroken strepen op de weg volgt. Bij sneeuw laat de betrouwbaarheid te wensen over.
Er bestaan drie versies:
- ETB 12; 12m bus
- ETB 18; 18m bus
- ETB 18,5; 18,5m bus

## Technische specificaties
| Lengte                      | 11 979 mm                  | 17 980 mm                  | 18 430 mm                  |                      |                      |                      |                      |
| Breedte                     | 2 550 mm                   | 2 550 mm                   | 2 550 mm                   |                      |                      |                      |                      |
| Hoogte                      | 3 400 mm                   | 3 400 mm                   | 3 400 mm                   |                      |                      |                      |                      |
| Wielbasis                   | 6 120 mm                   | 5 355 / 6 675 mm           | 5 355 / 6 675 mm           |                      |                      |                      |                      |
| Vooroverbouw                | 2 700 mm                   | 2 700 mm                   | 3 150 mm                   |                      |                      |                      |                      |
| Achteroverbouw              | 3 160 mm                   | 3 160 mm                   | 3 160 mm                   |                      |                      |                      |                      |
| Instaphoogte voor           | 320 mm                     | 320 mm                     | 320 mm                     |                      |                      |                      |                      |
| Instaphoogte midden         | 320 mm                     | 320 mm                     | 320 mm                     |                      |                      |                      |                      |
| Instaphoogte achter         | 320 mm                     | 320 mm                     | 320 mm                     |                      |                      |                      |                      |
| Draaicirkel (buitendraai)   | 11 156 mm                  | 11 553 mm                  | 11 975 mm                  |                      |                      |                      |                      |
| Draaicirkel (binnendraai)   | 9 505 mm                   | 10 163 mm                  | 10 453 mm                  |                      |                      |                      |                      |
| Elektrische aandrijving     | Alstom                     | Alstom                     | Alstom                     |                      |                      |                      |                      |
| Motor                       | 2x 80 kW hub motors Euro 4 | 4x 80 kW hub motors Euro 4 | 4x 80 kW hub motors Euro 4 |                      |                      |                      |                      |
| Versnellingsbak             | Automaat Voith of ZF       | Automaat Voith of ZF       | Automaat Voith of ZF       | Automaat Voith of ZF | Automaat Voith of ZF | Automaat Voith of ZF | Automaat Voith of ZF |
| Aantal zitplaatsen1         | 22 personen                | 29 tot 33 personen         | 29 tot 33 personen         |                      |                      |                      |                      |
| Maximaal aantal passagiers2 | ca. 97 personen            | ca. 130 personen           | ca. 133 personen           |                      |                      |                      |                      |

1= afhankelijk van het aantal deuren en stoelindeling; 2= inclusief staanplaatsen

## Inzet
De bus wordt gebruikt in onder andere Spanje en Italië.
| Land             | Bedrijf     | Type     | Serie | Aantal | Inzet     | Opmerking                |
| ---------------- | ----------- | -------- | ----- | ------ | --------- | ------------------------ |
| Italië           | ATC Bologna | ETB 18,5 | ??    | 49     | Bologna   | Trolleybus-versie        |
| Spanje           | TVCRas      | ETB 12   | ??    | 3      | Castellón | Trolleybus-versie        |
| Verenigde Staten | RTC Transit | ETB 18,5 | ??    | 10     | Las Vegas | Dieselelektrische bussen |

## Externe link

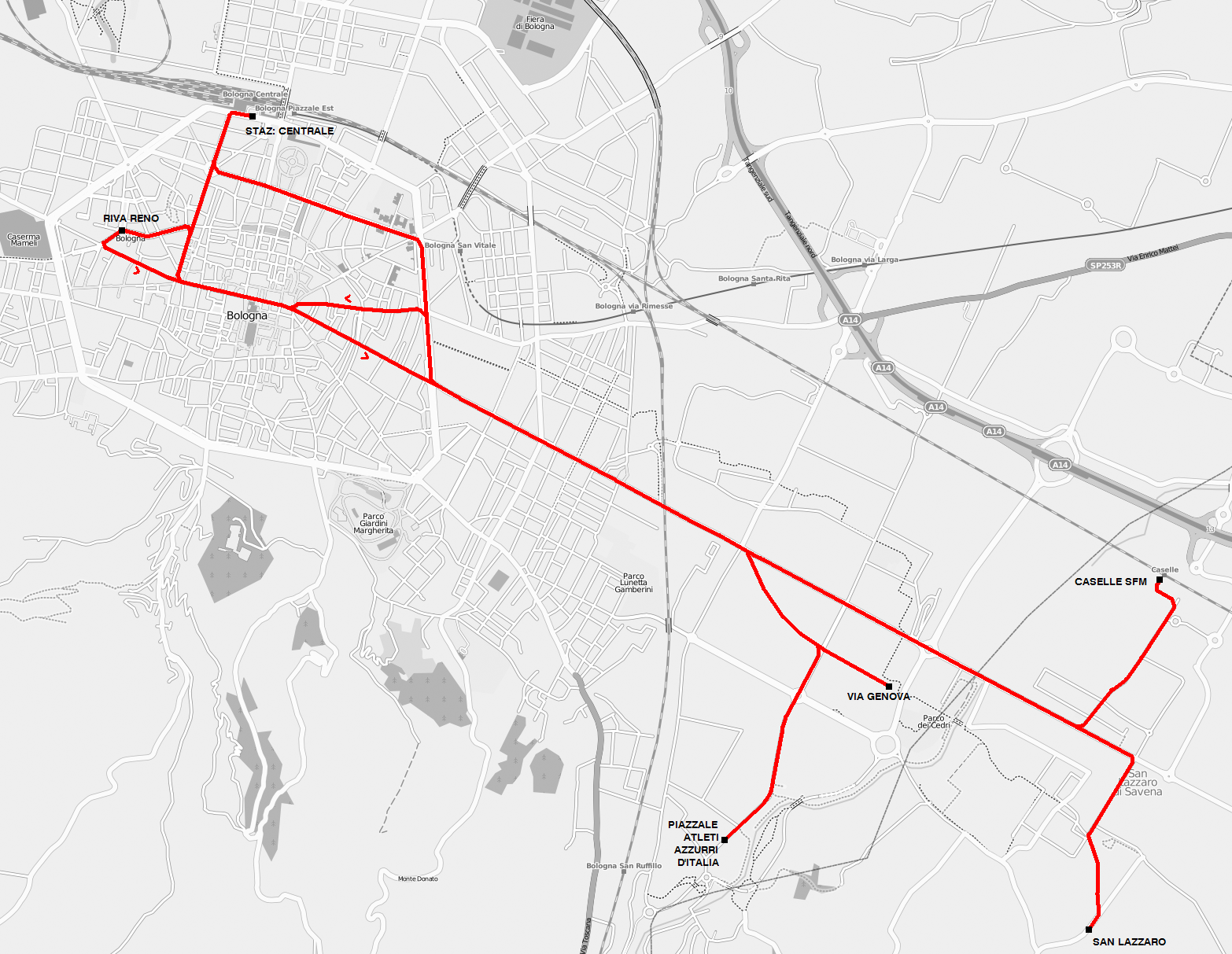
Route van de Civis-bussen in Bologna